# تحقيقات في أصل كوفيد-19
تشمل التحقيقات في أصل كوفيد-19 العديد من المهام والجهود المستمرة من قبل العلماء والحكومات والمنظمات الدولية وغيرهم لتحديد أصل الفيروس المسؤول عن جائحة كوفيد-19، SARS-CoV-2. اتفقت الآراء العلمية على أنه فيروس حيواني المنشأ جاء من الخفافيش ضمن بيئة طبيعية.
يعد سارس-كوف 2 فيروسًا من نوع كورونا المرتبط بالمتلازمة التنفسية الحادة الشديدة (SARSr-CoV). يُعتقد أن أصله حيواني ويتمتع بتشابه جيني وثيق مع فيروسات الخفافيش التاجية، ما يشير إلى أنه نشأ من فيروس منقول بالخفافيش. ما يزال البحث جاريًا لمعرفة ما إذا كان منشأ سارس-كوف 2 يعود مباشرة إلى الخفافيش أو أنه قدم بصورة غير مباشرة عبر مضيف وسيط. أظهر تسلسل الجينوم الأولي للفيروس تنوعًا جينيًا ضئيلًا، على الرغم من ظهور عدد من المتغيرات المستقرة لاحقًا (انتشر بعضها بقوة أكبر)، ما يشير إلى احتمال وقوع الحدث الذي أدى إلى انتشار فيروس سارس-كوف 2 وانتقاله إلى البشر في أواخر عام 2019.
توضح السلطات الصحية والعلماء على الصعيد الدولي أن الجهود المبذولة لتتبع الأصول الجغرافية والتصنيفية الدقيقة لسارس-كوف 2 قد تستغرق سنوات، وقد تكون النتائج غير حاسمة. رُوج لعدد من نظريات المؤامرة حول أصول الفيروس. رددت منظمة الصحة العالمية آراء العلماء على الصعيد الدولي قائلة إن تسرب الفيروس من مختبر أمر «مستبعد للغاية»، مؤكدة ما توقعه معظم الخبراء بالفعل بشأن رجحان الأصول الطبيعية للفيروس وانتقاله المبكر.

## الإجماع العلمي بشأن المنشأ
تحدث الإصابة بكوفيد-19 بسبب العدوى بفيروس يسمى فيروس كورونا المرتبط بالمتلازمة التنفسية الحادة الشديدة 2 (سارس-كوف 2). يبدو أن فيروس سارس-كوف 2 نشأ لدى الخفافيش وانتشر إلى البشر عن طريق الانتقال الحيواني. ما يزال التاريخ التطوري الدقيق للفيروس، وهويته وأصل أسلافه الأحدث، ومكان وقوع العدوى البشرية الأولى وزمانها وآلية حدوثها، غير معروف. تساعد بيولوجيا فيروسات كورونا الأخرى وتوزعها الإقليمي في جنوب شرق آسيا، مثل سارس-كوف، العلماء على فهم المزيد حول أصول سارس-كوف 2.
من الناحية التصنيفية، يعد فيروس سارس-كوف 2 نوعًا من فيروسات كورونا المرتبطة بالمتلازمة التنفسية الحادة الشديدة (سارس-كوف 2). يُعتقد أنه حيواني المصدر ويتمتع بتشابه جيني وثيق مع فيروسات الخفافيش التاجية، ما يشير إلى أنه نشأ من فيروس منقول عبر الخفافيش. أظهر تسلسل الجينوم الأولي للفيروس تنوعًا جينيًا ضئيلًا، على الرغم من ظهور عدد من المتغيرات المستقرة لاحقًا (انتشر بعضها بقوة أكبر)، ما يشير إلى احتمال وقوع الحدث الذي أدى إلى انتشار فيروس سارس-كوف 2 وانتقاله إلى البشر في أواخر عام 2019. في النهاية، يعد التاريخ التطوري الدقيق لسارس-كوف 2 ومقارنته مع الفيروسات التاجية الأخرى أمرًا بالغ الأهمية في فهم كيفية انتقال الفيروس إلى البشر وزمن انتقاله.

## مستودع الفيروس وأصله الحيواني
عُثر على أول حالة إصابة معروفة من سارس-كوف 2 في ووهان، الصين. ما يزال المصدر الأصلي لانتقال الفيروس إلى البشر غير واضح، وكذلك ما إذا كان الفيروس أصبح ممرضًا قبل أو بعد الحدث الناشر للفيروس. نظرًا لأن العديد من المصابين الأوائل كانوا عاملين في سوق ووهان للمأكولات البحرية، اقتُرح أن أصل الفيروس قد يعود إلى السوق. مع ذلك، تشير أبحاث أخرى إلى أن الزائرين ربما جلبوا الفيروس إلى السوق، ما سهل الانتشار السريع للعدوى. ذكر تقرير صادر عن منظمة الصحة العالمية في مارس 2021 حول دراسة مشتركة بين منظمة الصحة العالمية والصين أن الانتشار البشري عبر مضيف حيواني وسيط كان التفسير الأكثر رجحانًا، تلاه احتمال الانتشار المباشر من الخفافيش. اعتُبر إدخال الفيروس من خلال سلسلة الإمداد الغذائي وسوق ووهان للمأكولات البحرية تفسيرًا آخر ممكنًا، ولكنه أقل رجحانًا.
أظهر تحليل الشبكة السلالية لنحو 160 جينومًا لفيروسات كورونا المبكرة مأخوذين في عينات بين ديسمبر 2019 وفبراير 2020 أن النوع الفيروسي الأكثر ارتباطًا بفيروس الخفافيش التاجي شاع تواجده في غوانغدونغ، الصين، وسُمي النوع «أ». يرتبط النوع المسيطر بين العينات المأخوذة من ووهان، وهو النوع «ب»، ارتباطًا وثيقًا بفيروس الخفافيش التاجي أكثر من سلفه من النوع «أ».
أدت دراسة المستودع الطبيعي للفيروس الذي تسبب في اندلاع السارس في 2002-2004 إلى اكتشاف العديد من فيروسات الخفافيش التاجية الشبيهة بالسارس، نشأ معظمها في جنس رينولوفوس من خفافيش حدوة الفرس. يشير التحليل الوراثي إلى أن العينات المأخوذة من الرينولوفوس السينوي تظهر تشابهًا يصل إلى 80٪ مع سارس-كوف 2. يشير التحليل الوراثي أيضًا إلى أن الفيروس المأخوذ من الرينولوفوس القاتم، الذي جُمع في مقاطعة يونان والمسمى RaTG13، يشبه السارس-كوف 2 بنسبة تصل إلى 96٪.
تعتبر الخفافيش المستودع الطبيعي الأكثر احتمالا لسارس-كوف 2، لكن تدل الاختلافات بين فيروس الخفافيش التاجي وسارس-كوف 2 على أن البشر أصيبوا عبر مضيف وسيط.
على الرغم من افتراض لعب آكل النمل الحرشفي دور المضيف الوسيط من البداية، لم تثبت الدراسات اللاحقة مساهمته في الانتشار. ما يزال تحديد المضيف الوسيط المحتمل أمرًا محيرًا. يتمتع نصف جينوم الفيروس تقريبًا بسلسلة نسب مختلفة عن الأقارب المعروفين.
اقترحت دراسة نُشرت في يوليو 2020 أن آكل النمل الحرشفي عبارة عن مضيف وسيط لفيروسات كورونا الشبيهة بالسارس-كوف 2. مع ذلك، تشير الدراسات الإضافية إلى أنه من غير المحتمل أن يكون آكل النمل الحرشفي مستودعًا أو مضيفًا وسيطًا لسارس-كوف 2. أظهرت العزلات التي أُخذت من آكل النمل الحرشفي الموجود في غوانغدونغ تطابقًا بنسبة 92٪ فقط مع تسلسل جينوم السارس-كوف 2، وهو رقم منخفض جدًا ليكون دليلًا على أن فيروس آكل النمل الحرشفي مضيف وسيط. بالإضافة إلى ذلك، من غير المحتمل أن يكون آكل النمل الحرشفي مستودعًا للفيروسات الشبيهة بسارس-كوف 2 لأن هذا الحيوان يمرض بسبب العدوى، على عكس المستودعات الحقيقية مثل الخفافيش. يشبه مجال ربط المستقبلات للبروتين الشوكي الخاص بفيروس آكل النمل الحرشفي إلى حد كبير مجال سارس-كوف 2، إذ تكون بقايا الأحماض الأمينية الخمسة الأساسية في الحافز الرابط للمستقبل متطابقة في كلي الفيروسين. مع ذلك، تبين أن فيروس آكل النمل الحرشفي يرتبط ارتباطًا ضعيفًا بمستقبلات الإنزيم المحول للأنجيوتنسين 2 البشرية.
تشير جميع الأدلة المتاحة إلى أن فيروس سارس-كوف 2 ذو أصل حيواني طبيعي وليس مهندسًا وراثيًا. مع ذلك، في وقت مبكر من الوباء، انتشرت نظريات المؤامرة على وسائل التواصل الاجتماعي وزعمت هذه النظريات أن الفيروس مهندَس حيويًا من قبل الصين في معهد ووهان لعلم الفيروسات. يعتقد بعض العلماء، منهم المدير السابق لمراكز السيطرة على الأمراض والوقاية منها المدعو روبرت آر. ريدفيلد، أنه من المحتمل أن الفيروس دُرس في المنشأة وتسرب منها، ذكر تقرير منظمة الصحة العالمية الصادر في مارس 2021 حول الدراسة المشتركة بين منظمة الصحة العالمية والصين أن مثل هذا التفسير «غير مرجح أبدا».